# Palais de Çankaya
Le palais de Çankaya (en turc Çankaya Köşkü) est un complexe architectural situé à Ankara, capitale de la Turquie. Ce symbole de la République est « une propriété spoliée qui appartenait, avant la Première Guerre mondiale, à la famille arménienne d'Ohannes Kasapyan » dont « tous les membres (connurent la) déportation en août 1915. »
Il fut le siège officiel de la présidence de la république de Turquie de 1924 à 2014, date à laquelle elle a été transférée au palais de la présidence de la république de Turquie (Aksaray). Çankaya fut ensuite le lieu de résidence officiel du Premier ministre de 2014 à 2018, date à laquelle le poste fut aboli à la suite de la réforme constitutionnelle de 2017 visant à faire évoluer le pays d'un régime parlementaire à un régime présidentiel.
Il s'agit aujourd'hui de la résidence officielle du vice-président de la république de Turquie.

## Galerie

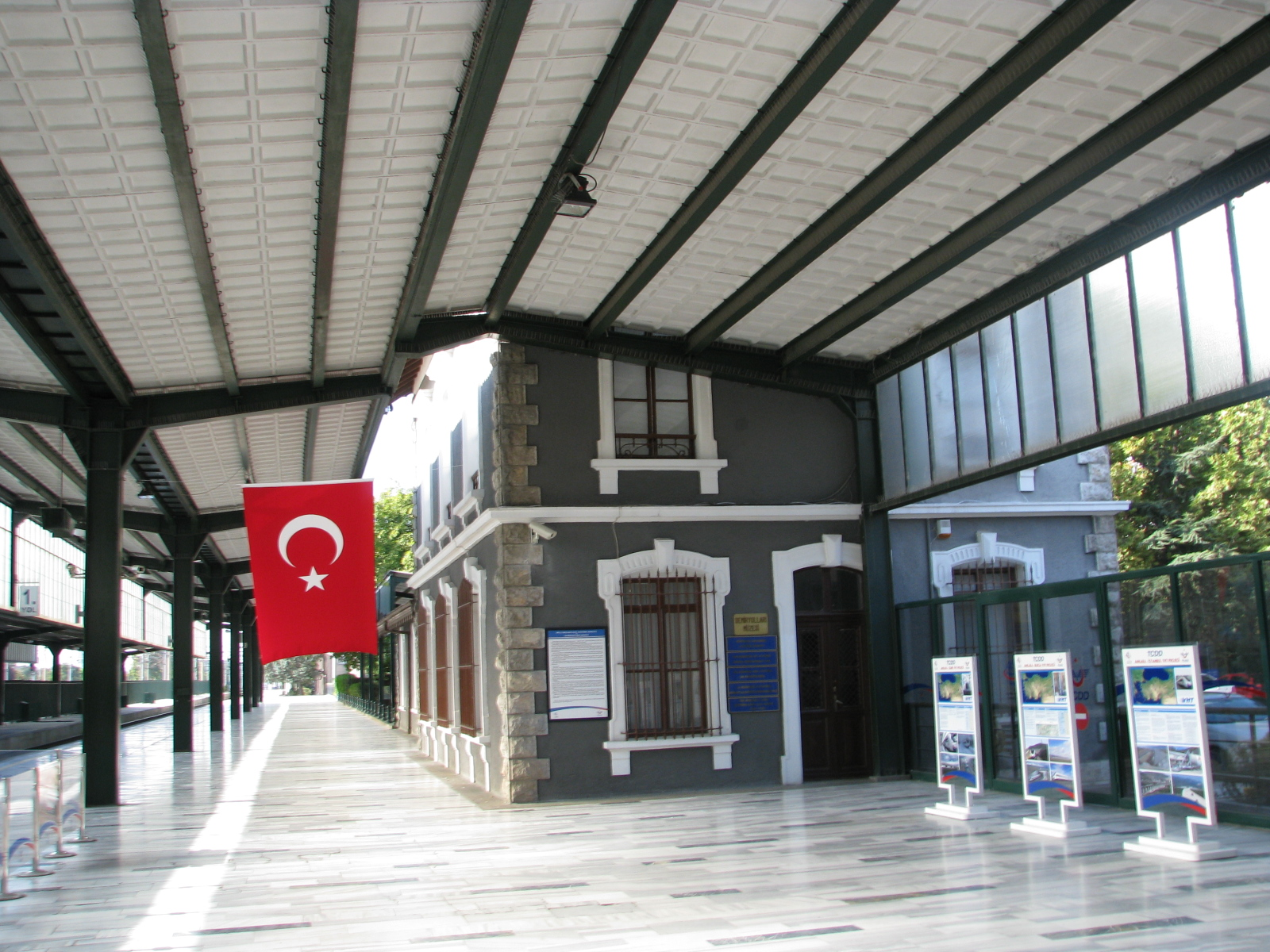
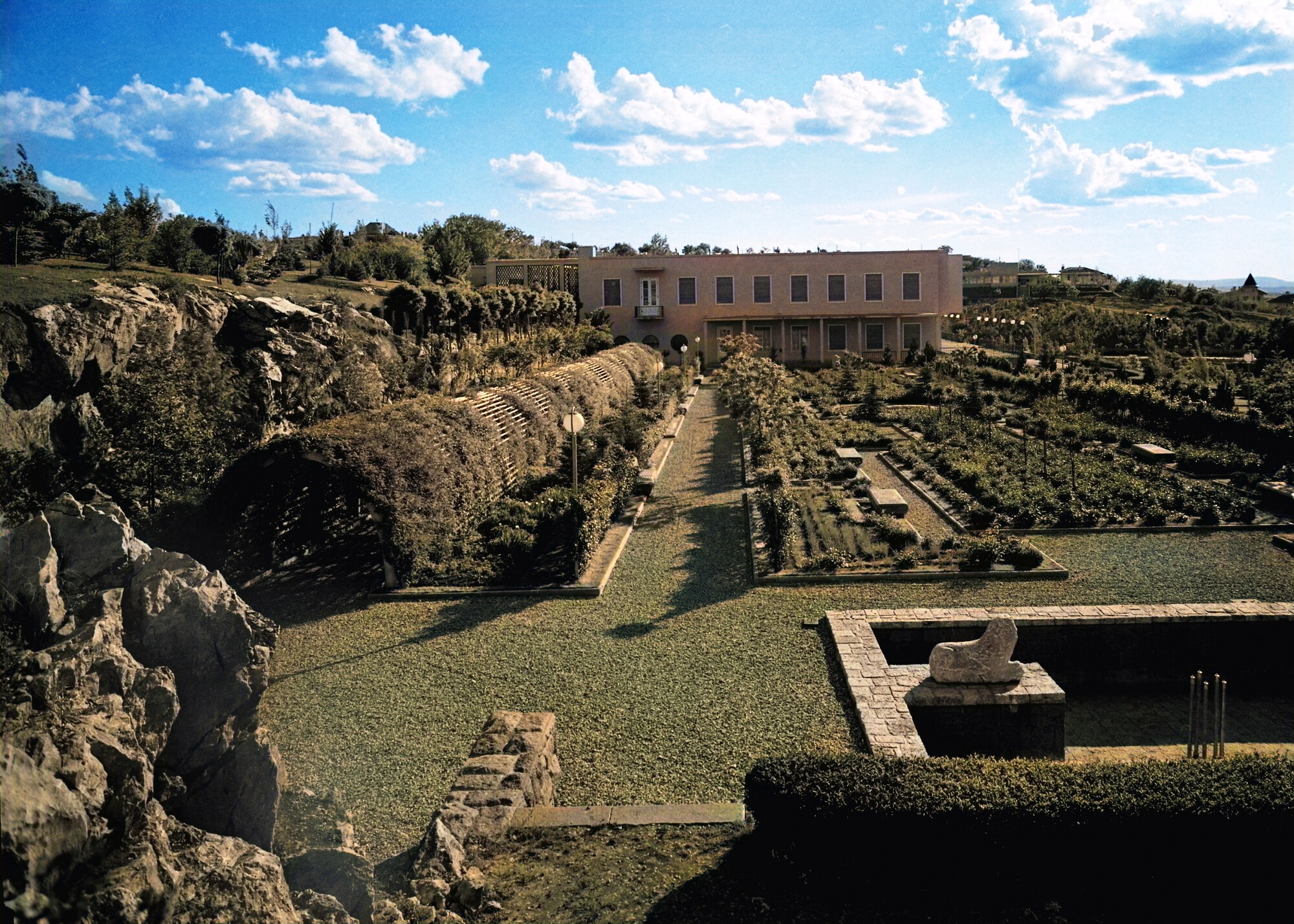
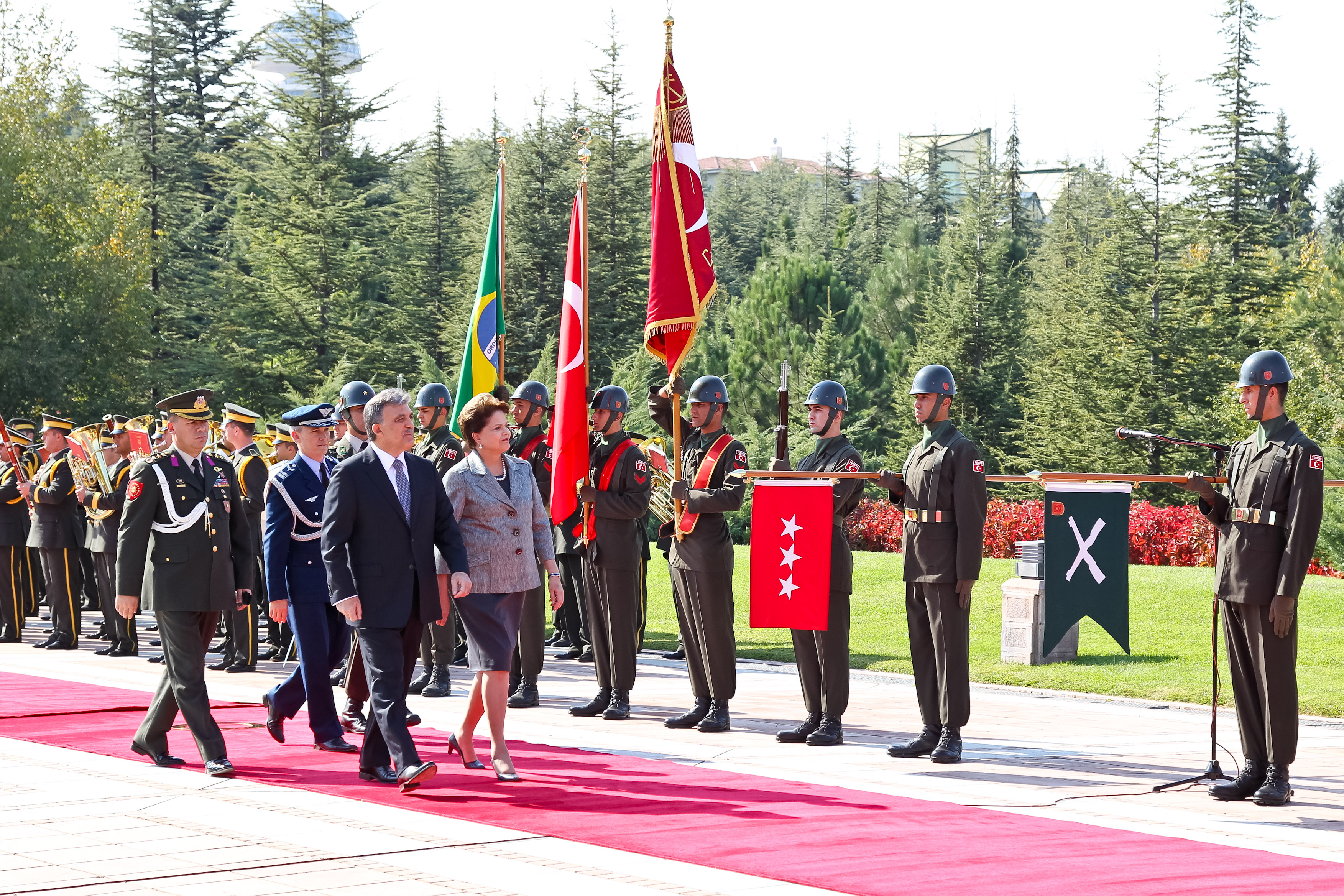
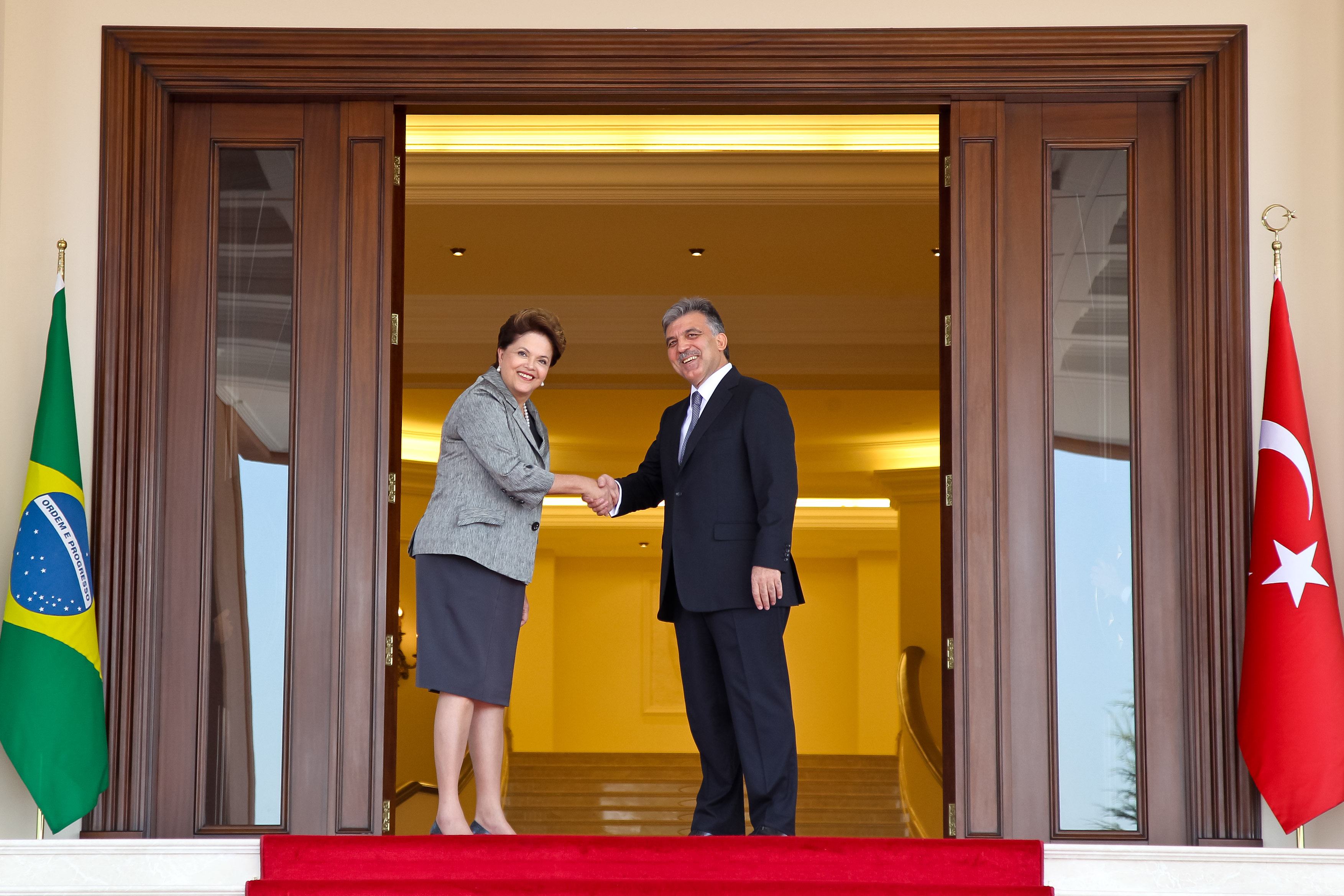
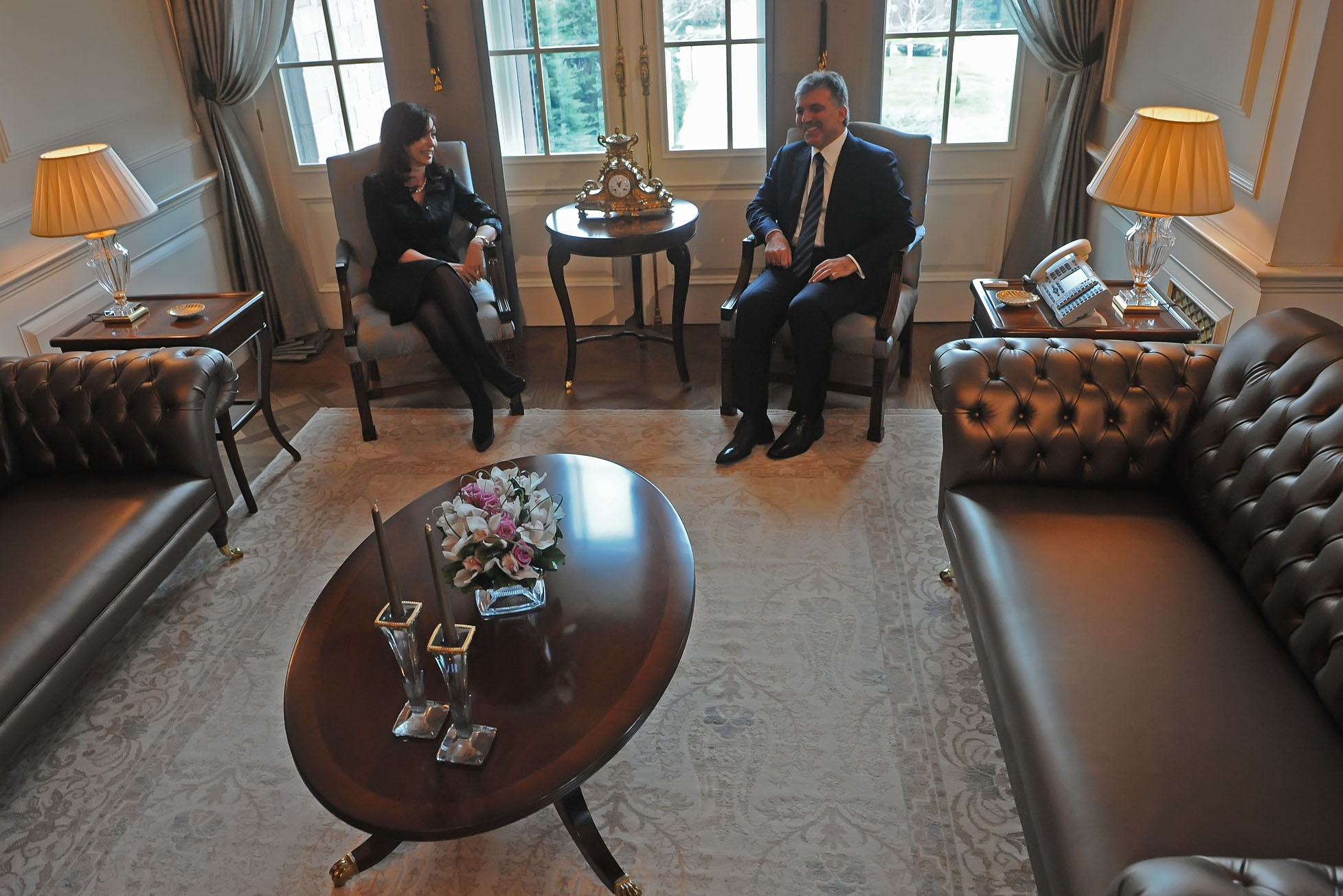

## Pages connexes
- Palais de la présidence de la république de Turquie